# Gorgonea Secunda
Gorgonea Secunda eller Pi Persei (π Persei, förkortat Pi Per, π Per) som är stjärnans Bayerbeteckning, är en stjärna belägen i den sydvästra delen av stjärnbilden Perseus. Den har en skenbar magnitud på 4,70 och är synlig för blotta ögat. Baserat på parallaxmätning inom Hipparcosuppdraget på ca 10,5 mas, beräknas den befinna sig på ett avstånd av ca 310 ljusår ( ca 95 parsek) från solen.

## Egenskaper
Gorgonea Secunda är en stjärna i huvudserien av spektralklass A2 Vn. Den har massa som är ca 3 gånger större än solens massa, en radie som är ca 5 gånger större än solens och utsänder från sin fotosfär ca 170 gånger mer energi än solen vid en effektiv temperatur på ca 9 300 K.